# Aenictus buttelreepeni
Aenictus buttelreepeni é uma espécie de formiga do gênero Aenictus.